# Callulops sagittatus
Callulops sagittatus é uma espécie de anfíbio da família Microhylidae.
Pode ser encontrada nos seguintes países: Papua-Nova Guiné e possivelmente em Indonésia.
Os seus habitats naturais são: regiões subtropicais ou tropicais húmidas de alta altitude.
Está ameaçada por perda de habitat.